# Miguel Casas
Miguel Casas (Barcelona, 7 de agosto de 1920 - Sabadell, 6 de noviembre de 2003) fue un ciclista español que fue profesional entre 1942 y 1946. Su victoria más importando fue la Vuelta en Cataluña de 1944

## Palmarés
1942
- 1 etapa en la Volta a Cataluña

1944
- Volta a Cataluña , más 1 etapa
- Gran Premio de Sabadell
- Gran Premio de la Victoria de Manresa
- Pamplona
- Campeón de España por Regiones

1945
- Caldense
- Gran Premio de la Victoria de Manresa

### Resultados a la Vuelta en España
- 1945. 18º de la clasificación general